# 僧滿夫人 (真平王)
僧滿夫人（?—?）孙氏，新羅第26代君主真平王的第二任夫人。
僧滿夫人为孫氏，可能不是真骨家族。僧滿夫人孫氏在摩耶夫人之后为後妃。《花郎世记》记载，在德曼公主被确定为继承人之后，僧滿夫人生下了儿子。威胁到了德曼公主的王储地位。后来僧滿夫人的儿子早夭，德曼公主又确定了继承人的身份。僧滿夫人和德曼公主、金龙春的关系不好，真平王去世后，被迫出宫。

## 相关影视
- 《大王之梦》（KBS、2012年-2013年，李英雅、金賢秀）